# Sandro Cárcamo
Sandro Júnior Cárcamo Soza (Santa Rosa de Aguán, Colón, Honduras; 2 de julio de 1983) es un futbolista hondureño. Juega como portero y su equipo actual es el Platense, de la Liga de Ascenso de Honduras.

## Clubes
| Club                    | País     | Año               |
| ----------------------- | -------- | ----------------- |
| Platense F. C.          | Honduras | 2006 - 2009       |
| Real Juventud           | Honduras | 2010              |
| Hispano F. C.           | Honduras | 2011              |
| Platense F. C.          | Honduras | 2011              |
| Yoro F. C.              | Honduras | 2012              |
| C. D. Real Sociedad     | Honduras | 2012 - 2014       |
| Platense F. C.          | Honduras | 2015 - 2016       |
| C. D. Honduras Progreso | Honduras | 2017              |
| C. A. Boca Juniors      | Honduras | 2017 - 2018       |
| Tela F. C.              | Honduras | 2019 - 2021       |
| Olancho F. C.           | Honduras | 2022 - 2023       |
| Olimpia Occidental .    | Honduras | 2023 -2024        |
| Plantense F.C           | Honduras | 2025- actualmente |

## Palmarés

### Distinciones individuales
| Distinción                                    | Año     |
| --------------------------------------------- | ------- |
| Mejor arquero de la Liga Nacional de Honduras | 2012/13 |